# George Friedrichs
George Shelby Friedrichs (New Orleans, 15 februari 1940 - Metairie, 20 maart 1991) was een Amerikaans zeiler.
Friedrichs werd in 1967 wereldkampioen in de drakenklasse, een jaar later stuurde Friedrichs de Amerikaanse boot naar olympisch goud in Mexico-Stad.

## Belangrijkste resultaten

### Wereldkampioenschappen
| Jaar | Plaats  | Resultaten   |
| ---- | ------- | ------------ |
| 1967 | Toronto | Drakenklasse |

### Olympische Zomerspelen
| Jaar | Plaats      | Resultaten   |
| ---- | ----------- | ------------ |
| 1968 | Mexico-Stad | Drakenklasse |

1948: Hakon Barfod / Sigve Lie / Thor Thorvaldsen ·
1952: Hakon Barfod / Sigve Lie / Thor Thorvaldsen ·
1956: Folke Bohlin / Bengt Palmquist / Leif Wikström ·
1960: Odysseus Eskitzoglou / Constantijn van Griekenland / Georgios Zaimis ·
1964: Ole Berntsen / Christian von Bülow / Ole Poulsen ·
1968: George Friedrichs / Barton Jahncke / Gerald Schreck ·
1972: Thomas Anderson / John Cuneo / John Shaw